# Shock Value
Shock Value (také Timbaland Presents Shock Value) je druhé studiové album a páté album celkově, od hudebního producenta a rappera Timbalanda. Je to zároveň první Timbalandovo album, které vyšlo ve vydavatelství Interscope Records. Na albu hostovala řada známých umělců jako třeba Justin Timberlake, The Hives, Fall Out Boy, Keri Hilson, Nelly Furtado, Missy Elliott, 50 Cent, Dr. Dre, OneRepublic, Elton John, Magoo a Nicole Scherzinger.

## Tracklist
1. "Oh Timbaland" — 3:30
2. "Give It to Me" (featuring Justin Timberlake & Nelly Furtado) — 3:54
3. "Release" (featuring Justin Timberlake) — 3:25
4. "The Way I Are" (featuring Keri Hilson & D.O.E.) — 3:39
5. "Bounce" (featuring Dr. Dre, Justin Timberlake & Missy Elliott) — 4:04
6. "Come & Get Me" (featuring 50 Cent & Tony Yayo) — 3:30
7. "Kill Yourself" (featuring Attitude & Sebastian) — 4:06
8. "Boardmeeting" (featuring Magoo) — 2:29
9. "Fantasy" (featuring Money) — 4:11
10. "Scream" (featuring Keri Hilson & Nicole Scherzinger) — 5:41
11. "Miscommunication" (featuring Keri Hilson & Sebastian) — 3:19
12. "Bombay" (featuring Amar & Jim Beanz) — 3:00
13. "Throw It on Me" (featuring The Hives) — 2:10
14. "Time" (featuring She Wants Revenge) — 3:58
15. "One & Only" (featuring Fall Out Boy) — 4:16
16. "Apologize" (featuring OneRepublic) — 3:08
17. "2 Man Show" (featuring Elton John) — 4:25

### Mezinárodní edice
Mezinárodní edice zahrnuje dvě bonusové nahrávky:
1. Hello (featuring Keri Hilson & Attitude) — 4:36
2. Come Around (featuring M.I.A.) — 3:57

### Re-vydaná deluxe edice
Objevilo se re-vydání Shock Value, obsahující druhé CD s těmito písněmi:
1. "Give It to Me" (Laugh At Em Remix) (featuring Jay-Z & Justin Timberlake) - 3:20
2. "The Way I Are" (Nephew Remix) — 3:49
3. "The Way I Are" (One Republic Remix) — 3:33
4. "The Way I Are" (Jatin's Desi Remix) — 3:30
5. "Come Around" (featuring M.I.A.) — 3:57
6. "The Way I Are" (French Remix) — 4:21
7. "Give It to Me" (Music video) — 3:59
8. "The Way I Are" (Music video) — 3:33
9. "Throw It on Me" (Music video) — 2:47

## Pozice v hitparádách
| Hitparáda (2007-2008)                     | Nejvyšší pozice | Ocenění      | Prodaných kusů |
| ----------------------------------------- | --------------- | ------------ | -------------- |
| Austrálie                                 | 1               | 3× Platinový | 210,000        |
| Belgie (Flandry)                          | 9               | Zlatý        | 20,000         |
| Dánsko                                    | 4               |              |                |
| Francie                                   | 13              |              |                |
| Itálie                                    | 13              | Platinový    | 70,000         |
| Irsko                                     | 1               | 2x Platinový | 30,000         |
| Japonsko                                  | 40              |              | 11,000         |
| Kanada                                    | 2               | Platinový    | 100,000        |
| Litva                                     | 1               |              | 50,000         |
| Maďarsko                                  | 21              | Zlatý        | 3,000          |
| Německo                                   | 5               | Platinový    | 200,000        |
| Nizozemsko                                | 9               |              |                |
| Nový Zéland                               | 4               | 2× Platinový | 30,000         |
| Norsko                                    | 18              |              |                |
| Polsko                                    | 4               | 2× Platinový | 40,000         |
| Rakousko                                  | 1               | Zlatý        | 15,000         |
| Rusko                                     |                 | 3× Platinový | 60,000         |
| Řecko (Mezinárodní)                       | 8               |              |                |
| Spojené království                        | 2               |              | 600,000        |
| Spojené království Billboard 200          | 5               | Platinový    | 1,121,500      |
| Spojené království Top R&B/Hip-Hop Albums | 3               |              |                |
| Švédsko                                   | 10              | Zlatý        | 20,000         |
| Švýcarsko                                 | 5               | Platinový    | 30,000         |